# Ernst Anton Lewald

Ernst Anton Lewald

Ernst Anton Lewald (* 20. März 1790 in Hannover; † 15. Januar 1848 in Heidelberg) war ein deutscher evangelischer Theologe in Heidelberg.

## Leben
Lewald besuchte das Gymnasium Illustre im Augustinerkloster in Gotha, wo eine Lebensfreundschaft zu Arthur Schopenhauer entstand. Anschließend studierte er Philosophie in Jena, wo er 1809 Mitglied des Corps Saxonia Jena wurde, und Göttingen. Am 4. März 1816 disputierte Lewald in der philosophischen Fakultät und erwarb sich dadurch das Recht, Vorlesungen halten zu dürfen. In Heidelberg zum Dr. phil. promoviert, wurde er dort o. Professor der Theologie. Mit ihm gehörten der Fakultät an: Heinrich Eberhard Gottlob Paulus, Friedrich Wilhelm Carl Umbreit, Carl Christian Ullmann, Richard Rothe, der auch Direktor des Predigerseminares war. 1829 wurde er auch zum D. theol. h. c. ernannt. 1844 wurde er Rektor der Universität.

„Ernst Anton Lewald war durch eine umfassende und gründliche Gelehrsamkeit im Gebiete der Theologie und Philosophie ausgezeichnet. Sein Charakter war bieder, seine theologische Anschauung frei und aufgeklärt, sein Vortrag weniger beredt; auch waren ihm eine gewisse Schüchternheit und Ängstlichkeit eigen, die oft das bedeutende Wissen, das er in sich trug, nicht im vollen Lichte erscheinen ließen. Paulus sagte manchmal von ihm: ‚Lewald ist viel tüchtiger, als Viele glauben. Andere zeigen gleich, was sie sind; bei Lewald muß man erst suchen; aber der Kenner findet dann sicher den Edelstein.‘ Wie viel Paulus auf ihn hielt, geht schon einfach daraus hervor, dass er in dem Testament ursprünglich Lewald die patriotischen und kirchengeschichtlichen Werke bestimmt hatte, und nur durch Lewald's frühen Tod, den festen Vorsatz auszuführen, verhindert ward.“

## Grab

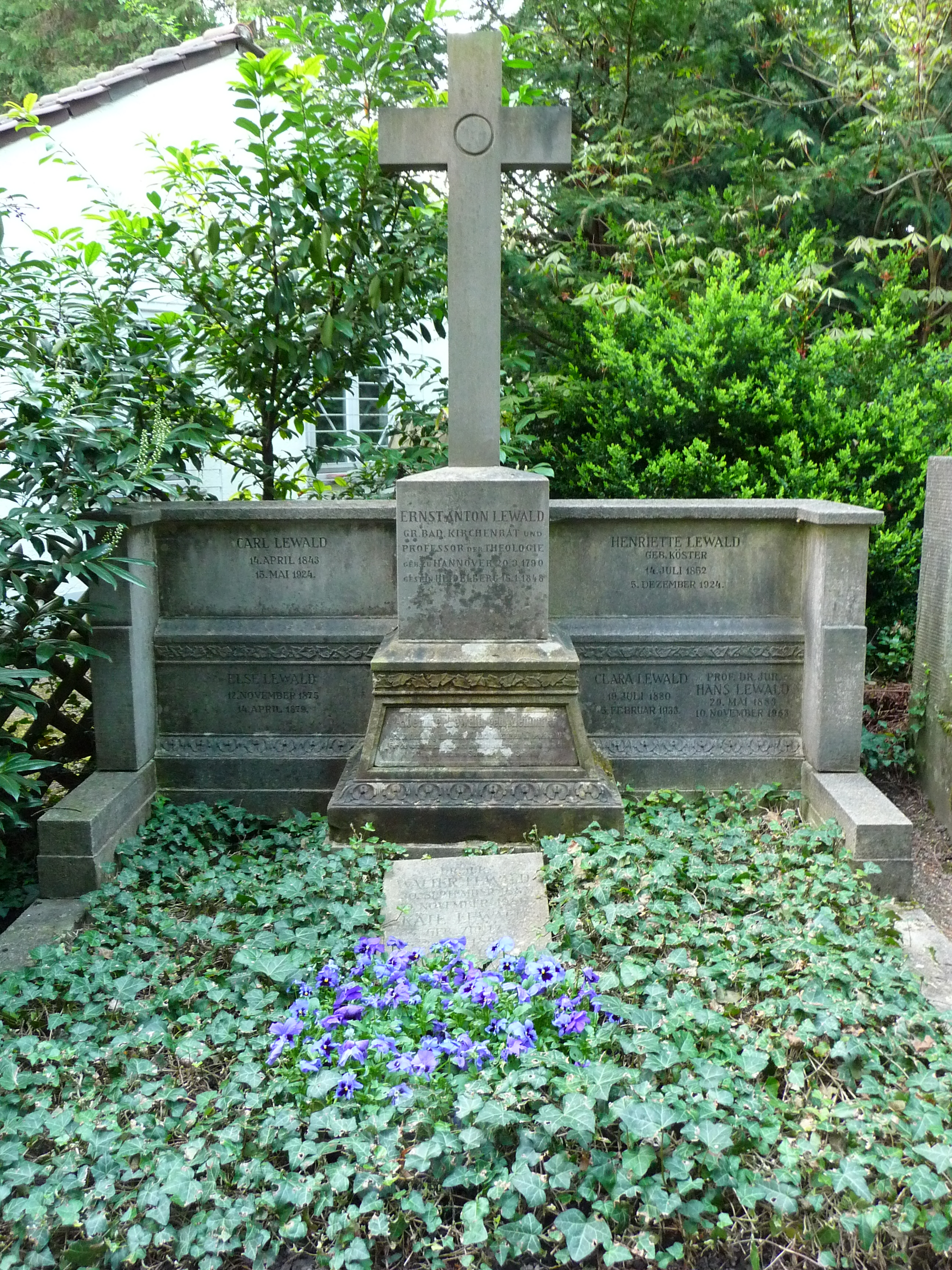
Lewalds Grabstätte

Lewald ist begraben auf dem Bergfriedhof (Heidelberg). Dort ruht auch sein Enkel Hans Lewald.

## Familie
Lewald war der Sohn des hannoverschen Hoffaktors, Hofagenten und Finanzrats, Hofbankiers des Herzogs Friedrich von York, Levi Salomon Michael David und der Fradel Mendelsheim, Tochter des Beer Mendelsheim aus Medelsheim bei Zweibrücken in der Pfalz, bekannt in der Geschichte des Judentums als Cerf Beer oder Cerfbeer (1726–1793), und er war der Urenkel des Hannoverschen Hoffaktors Michael David.
Seine Söhne, beide Angehörige des Corps Suevia Heidelberg, waren Ferdinand Lewald und Carl Lewald (1843–1924), Dr. iur. und  Rechtsanwalt am Reichsgericht in Leipzig verheiratet mit Henriette Köster (1854–1924). Seine Tochter Hermine Henriette Lewald (1841–1911) heiratete den Historiker Wilhelm Oncken (1838–1905).

## Veröffentlichungen
- Theologische Handschrift: Kirchengeschichte von Professor Lewald. Erster Theil. Von der Entstehung des Christenthums bis zu den Kreuzzügen. Im Wintersemester 1833/34. Vorlesungsmitschrift von cand. theol. G. Woettlin. Deutsche Handschrift in Kurrentschrift. Heidelberg, 1834
- Catechetischer Unterricht des Pfalzgrafen Friedrich V(von Heinrich Alting) herausgegeben von Ernst Anton Lewald
- Die theologische Doctrin Johann Wycliffe's: Nach den Quellen dargestellt und kritisch beleuchtet. 1846
- Aristotelis Categoriae (1824)